# Філіппа Савва
Філіппа Савва (грец. Φιλίππα Σάββα; нар. 28 березня 1999, Кіпр) — кіпріотська футболістка, півзахисниця клубу англійського Чемпіоншипу «Льюїс» та національної збірної Кіпру.

## Клубна кар'єра
Розпочинала грати на дорослому рівні в кіпрському клубі «АЕ Коккініхоріон», за який у сезоні 2016/17 років провела 12 матчів та відзначилася 3 голами в чемпіонаті Кіпру. У лютому 2018 року Сава стала гравцем англійського клубу «Ліверпуль Фідс», де тренувалася під керівництвом Франа Алонсо. У серпні 2019 року слідом за тренером перейшла в клуб «Льюїс».

## Кар'єра в збірній
Була капітаном молодіжної збірної Кіпру. В офіційних матчах за основну збірну Кіпру дебютувала 30 серпня 2019 року, з'явившись в стартовому складі на виїзний матч зі збірну Шотландії (0:8) в рамках відбіркового турніру чемпіонату Європи 2021. Цей матч також був першим офіційним матчем для збірної Кіпру, до цього команда збиралася тільки на товариські зустрічі.